# Kościół Świętego Krzyża w Żytawie
Kościół Świętego Krzyża w Żytawie (niem. Museum Kirche zum Heiligen Kreuz) – data powstania  nie jest znana, stare kroniki wspominają o jego istnieniu około 1400 roku. Zarys kościoła stanowi kwadrat o bokach 16x16m. Sklepienie palmowe wsparte jest na jednym filarze wys. 12 m. W okresie wojny trzydziestoletniej służył jako bastion obronny, doszczętnie spalony 19 grudnia 1643 roku. 
W 1651 odbudowany dzięki finansom rodzin i burmistrzów żytawskich. Świadczą o tym herby umieszczone w jego wnętrzu. Został poświęcony 2 grudnia 1654 roku. Przez 300 lat był miejscem pochówków. Jego ściany i empory pokrywają liczne epitafia rodzin żytawskich, tablice te w złocie i czerni zaliczane są do najpiękniejszych kościelno-kaligraficznych dzieł sztuki Saksonii. Wewnątrz zachowały rzeźbione ławy z 1654 r. W 1712 otworzono sklepienie chóru, które w 1793 zamknięto z powodu wad konstrukcyjnych i zastąpiono je do dziś istniejącym sufitem gipsowym. W 1805 wykonano nieliczne prace naprawcze w obrębie murów kościoła. W 1842 odmalowano kościół, od tamtego czasu nie wykonano żadnych zasadniczych zmian w jego konstrukcji i wyglądzie. Kontrast pomiędzy gotyckimi murami i szczątkowo pozostałymi rysunkami ściennymi oraz barokowym wyposażeniem nadaje kościołowi niepowtarzalny urok. W 1972 został sekularyzowany i do 1986 był miejscem spotkań wandali. W 1986 kilka osób podjęło się jego naprawy i zabezpieczenia. W 1990 przejęty przez miasto Żytawa za symboliczną markę. Od 1995 jest miejscem wystawienia Wielkiej zasłony Wielkopostnej. 